# Présailles

Présailles este o comună în departamentul Haute-Loire, Franța. În 2009 avea o populație de 157 de locuitori.